# Porcellio carthaginensis
Porcellio carthaginensis är en kräftdjursart som beskrevs av Filippo Silvestri 1897. Porcellio carthaginensis ingår i släktet Porcellio och familjen Porcellionidae. Inga underarter finns listade i Catalogue of Life.